# Gabriele Fähnrich
Gabriele Fähnrich, née le 8 avril 1968 à Hoyerswerda (Allemagne de l'Est), est une gymnaste artistique est-allemande. 

## Palmarès

### Jeux olympiques
- Séoul 1988
  -  médaille de bronze au concours par équipes

### Championnats du monde
- Montréal 1985
  -  médaille d'or aux barres asymétriques
  -  médaille de bronze au concours par équipes
- Budapest 1983
  -  médaille de bronze au concours par équipes